# Baghdad Batteries
Baghdad Batteries is een studioalbum van The Orb. Het is deel drie van de Orbsessions, waarbij de delen een en twee ouder nog niet uitgegeven materiaal bevatten. Deel drie Baghdad Batteries is nieuwe muziek. De titel is ontleend aan een archeologische vondst van primitieve batterijen rond Bagdad, de batterijen dateren zeer waarschijnlijk uit de tijd van Mesopotamië uit de periode van de Arsaciden. De hoes wordt gevormd door de uitleg middels een beeldverhaal van hoe een citroen als accu kan werken.
De muziek is opgenomen in @LAB te Berlijn en gaat over de meest gebruikte opslagstof van heden: plastic. De Oostenrijkse cineast Werner Boote maakte een film Plastic Planet over de gemakken, maar vooral ook ongemakken van plastic en het feit dat je het bijna overal aantreft, ook waar dat niet (meer) wenselijk is. De muziek is een mengeling van ambient en zachte techno, die neigen naar geluidscollages. Het album kan beluisterd worden zonder enige kennis van de film.
Alex Paterson, vaak alleen verantwoordelijk voor de muziek van The Orb schakelde zijn oude maatje Thomas Fehlman in, waarmee hij eerder werkte aan bijvoorbeeld het album Okie Dokie.

## Musici
- Alex Paterson, Thomas Fehlman - elektronica ; sampling

## Tracklist
Alle van Paterson, Fehlman; alles in kleine letters (behalve de laatste):

| Nr. | Titel                   | Duur |
| --- | ----------------------- | ---- |
| 1.  | styrofoam meltdown      | 3:45 |
| 2.  | chocolate fingers       | 5:13 |
| 3.  | baghdad batteries       | 5:09 |
| 4.  | raven’s reprise         | 4:12 |
| 5.  | dolly unit              | 5:01 |
| 6.  | super soakers           | 8:42 |
| 7.  | suburban smog           | 6:51 |
| 8.  | orban tumbleweed        | 3:32 |
| 9.  | pebbles                 | 1:08 |
| 10. | woodlarking             | 3:47 |
| 11. | OOPA (niet bij de film) | 6:12 |